# Wallhausen (bei Bad Kreuznach)
Wallhausen település Németországban, Rajna-vidék-Pfalz tartományban. Lakosainak száma 1566 fő (2023. december 31.).

## Népesség
A település népességének változása:
| Lakosok száma | 1587 | 1610 | 1511 | 1513 | 1563 | 1563 | 1566 |
|               | 1975 | 2010 | 2017 | 2019 | 2021 | 2022 | 2023 |

## Híres emberek
- August Wilhelm Schynse német katolikus hittérítő és Afrika-utazó (1857–1891)